# Rita R. Colwell
Rita Rossi Colwell (* 23. listopadu 1934) je americká environmentální mikrobioložka a vědecká pracovnice. Vystudovala bakteriologii, genetiku, oceánografii a zabývá se především infekčními nemocemi.
Rita je oceňována především za studium globálních infekčních nemocí šířených vodními zdroji a jejich dopadů na globální zdraví. Na základě tohoto výzkumu vyvinula mezinárodní síť, která se zabývá vznikem nových infekčních onemocnění v pitné vodě nebo ve vodě ke koupání. Tento problém se týká především rozvojového světa.
V letech 1998 až 2004 byla jedenáctou ředitelkou a první ženou, která se stala ředitelkou Národní vědecké nadace. Od roku 2008 je zakladatelkou a předsedkyní bioinformatické společnosti CosmosID. V roce 2012 byla zvolena do představenstva EcoHealth Alliance.

## Vzdělání
Rita se narodila 23. listopadu 1934 v Beverly ve státě Massachusetts. Její rodiče Louis a Louise Rossi měli osm dětí a Rita byla sedmým dítětem. Otec ani matka nebyli z vědeckého prostředí.
V roce 1956 získala Rita bakalářský titul v bakteriologii na Purdue University a v roce 1957 získala titul M.S. v genetice. V roce 1961 získala titul Ph.D. na Washingtonské univerzitě v oboru vodní mikrobiologie pod vedením mikrobiologa Johna Listona. Zúčastnila se postdoktorského stipendia v Kanadské národní radě pro výzkum, která se nachází v Ottawě.

## Akademická kariera
V roce 1964 Rita nastoupila na katedru biologie na Georgetownské univerzitě a v roce 1966 zde získala definitivu. Její výzkumný tým byl první, kdo se dozvěděl, že původce cholery byl přirozeně nalezen ve vodách největšího zálivu na severu USA - zálivu Chesapeake.
V roce 1972 přijala místo profesorky na Marylandské univerzitě v College Park a na Johns Hopkins Bloomberg School of Public Health. Na University of Maryland v College Parku se stala významnou univerzitní profesorkou v Institutu pro pokročilá počítačová studia (UMIACS), který je součástí univerzitní College of Computer, Mathematical and Natural Sciences.

## Výzkum a funkce

### Výzkum cholery

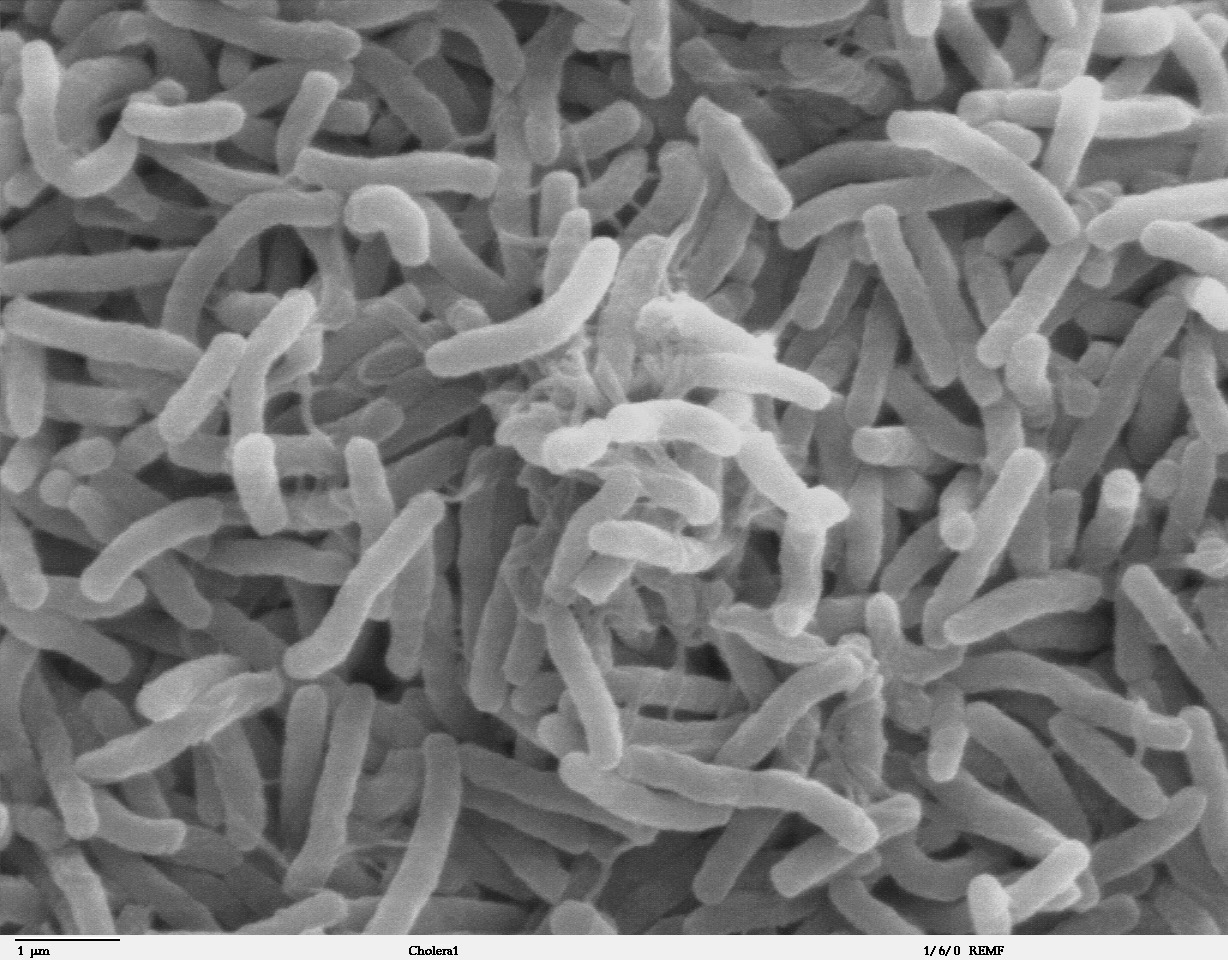
Bakterie cholery - Vibrio cholerae

Rita se během svého raného výzkumu zabývala cholerou - nebezpečným průjmovým onemocněním, jehož původcem je gramnegativní bakterie Vibrio cholerae. Nemoc se přenáší nejčastěji pitnou vodou znečištěnou fekáliemi (v níž bakterie přežívá až tři týdny) nebo potravinami (až 6 týdnů a doba přežití roste s klesající teplotou). Rita zjistila, že cholera může v nepříznivých podmínkách přežít spící a obnovit normální funkce, pokud nastanou příznivé podmínky.

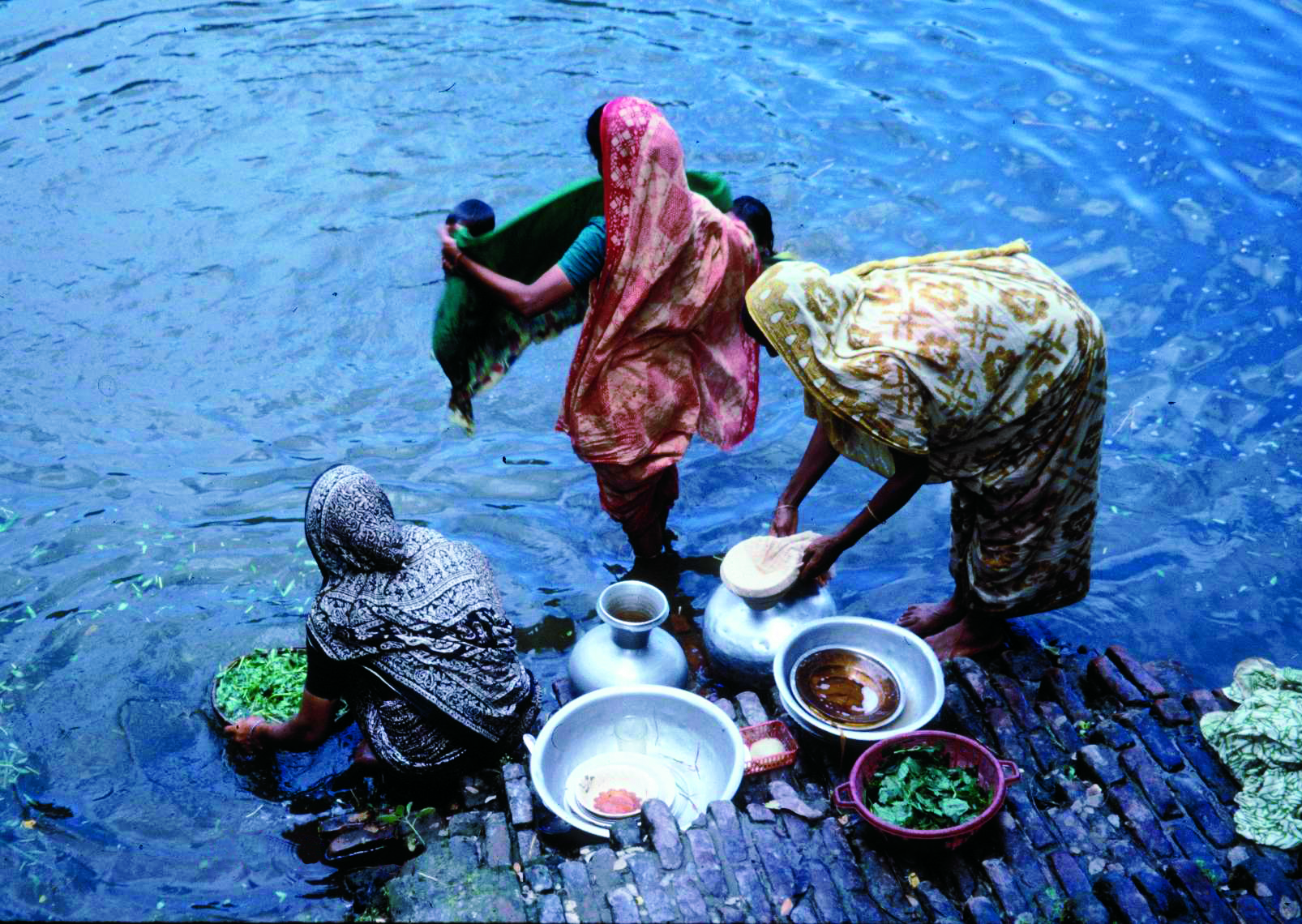
Ženy v Bangladéši myjí nádobí a zeleninu. Žena vpravo používá filtr ze sárí na nádobu, aby filtrovala vodu na pití.

Většina jejich výzkumných prací byla zaměřena na zmírnění šíření cholery v rozvojových zemích. Snažila se zde zlepšit způsob sledování šíření a nalézt levné metody pro filtrování infekčních původců cholery ve vodě.
Rita v těchto zemích sledovala vliv počasí, teploty povrchové vody, koncentrace chlorofylu a srážek na šíření choroby. Dokázala, že míra šíření infekce je spojena s teplotou vody. Rostoucí teplota způsobuje kvetení řas, které hostí bakterie cholery. Srážky a extrémní povětrnostní podmínky pak pomáhají šířit choleru mezi vodními systémy. Dospěla také k závěru, že změna klimatu bude mít hluboký dopad na šíření cholery.
Rita navrhla způsoby, jak mohou lidé v rozvojových zemích, kde nejsou k dispozici zařízení na úpravu vody, používat levné metody k filtrování vody. Provedla studii trvající asi 3 roky v 65 vesnicích v Bangladéši čítající 133 000 jedinců, kteří se zúčastnili experimentu. Ten spočíval v používání složeného sárí nebo nylonových síťových filtrů, které se umístily nad nádobami s vodou, aby ji přefiltrovaly a tak získali bezpečnou pitnou vodu z místních vodních toků. Tyto levné a snadno dostupné materiály přinesly 48% snížení cholery ve srovnání s kontrolními vesnicemi, kde používali vodu jako obvykle.

### Národní vědecká nadace

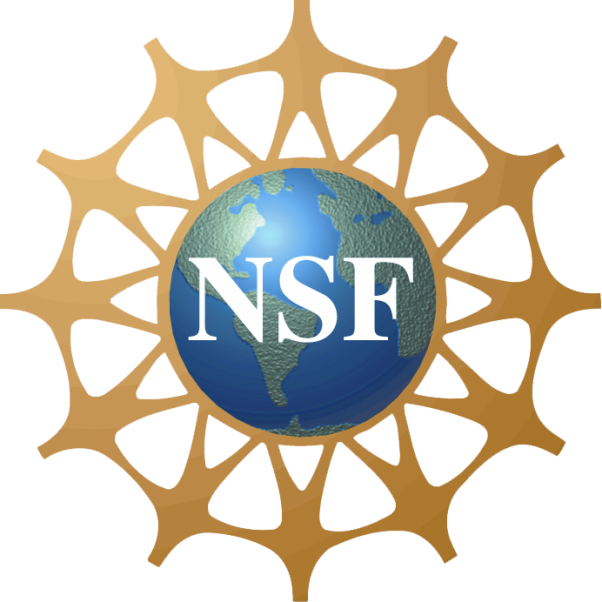
Logo NSF - nezávislá vládní agentura v USA zodpovědná za podporu základního vědeckého výzkumu zejména poskytováním výzkumných zdrojů - výzkumné granty zejména pro univerzity nebo jednotlivce

V letech 1998 až 2004 byla Rita první ženou, která se stala ředitelkou Národní vědecké nadace (National Science Foundation, NSF).
Rita se ve své funkci zajímala o vědu K-12 (vzdělávání od mateřské školy do 12. třídy podporované ve Spojených státech a Kanadě), matematické vzdělávání a byla zastánkyní zvýšení počtu žen a menšin ve vědě a technice. Podařilo se jí zdvojnásobit financování iniciativy NSF ADVANCE, která podporuje rozvoj žen ve vědecké a inženýrské kariéře. Také prosazovala investování 60 milionů dolarů do matematických a statistických věd.
V roce 2002 v prezentaci členům nadace podrobně popsala, co by měla nadace v budoucnu řešit. Vysvětlila, že vzdělaná společnost je rozhodující nejen pro vývoj technologií, ale i pro podporu tohoto vývoje, a to jak veřejností tak vládou.
V roce 2004 dokončila své funkční období jako ředitelka Národní vědecké nadace. Poté se stala vedoucí vědeckou pracovnicí společnosti Canon U.S. Life Sciences, divize společnosti Canon. Až do roku 2006 působila jako předsedkyně společnosti Canon U.S. Life Sciences, kdy byla jmenována hlavní poradkyní a emeritní předsedkyní.

### CosmosID
V roce 2008 Rita založila společnost CosmosID a v současné době působí jako globální vědecká referentka a předsedkyně představenstva. CosmosID je bioinformatická společnost, která vyvíjí různé typy zařízení pro identifikaci mikrobiální aktivity v různých ekosystémech.

## Publikace a média
- Rita je autorem nebo spoluautorem více než 800 vědeckých zpráv a publikací spolu s 19 knihami.
- V roce 1977 produkovala oceňovaný film Neviditelná moře. V tomto 26minutovém filmu katedra mikrobiologie na University of Maryland College Park ukazuje, jaké typy metodiky jsou vyžadovány od mořských mikrobiologů při studiu mikroorganismů v oceánu. Zdůrazňují důležitost práce mořských mikrobiologů, kteří studují mikroorganismy v oceánu, aby určili dopad znečištění na naše oceány.
- Je zakládajícím redaktorem GeoHealth, časopisu Americké geofyzikální unie. Snaží se v něm o zlepšení našeho chápání vědy o Zemi a vesmíru a poskytuje hlubší pohled na zdraví a nemoci jak u lidí tak v ekosystémech.
- V roce 2020 byly vydány Ritiny memoáry "A Lab of One's Own: One Woman's Personal Journey Through Sexism in Science", které napsala společně se Sharon Bertsch McGrayne.
- 19. února 2020 napsala společně s dalšími vědci otevřený dopis na Wayback Machine: "Prohlášení na podporu vědců, odborníků v oblasti veřejného zdraví a zdravotnických pracovníků Číny bojujících proti covidu-19". Píše se v něm: "Stojíme společně, abychom důrazně odsoudili konspirační teorie naznačující, že covid-19 nemá přirozený původ."

## Ocenění a uznání
Rita je držitelem 61 čestných titulů, včetně čestných doktorátů od NUI Galway, University of Notre Dame, The New School a University of St Andrews v roce 2016.
- Činnost v Mezinárodní unii mikrobiologických společností (1962 až 198)
- Člen Národní vědecké rady (1984–1990)
- Prezident Americké společnosti pro mikrobiologii (1984-85)
- V roce 1994 po ní byl pojmenován Colwellův masiv v Antarktidě
- Prezident Americké asociace pro rozvoj vědy (1996)
- Jedenáctá ředitelka Národní vědecké nadace Spojených států a první žena v této funkci (1998–2004)
- Zlatá deska Americké akademie úspěchů
- Národní medaile za vědu Spojených států (2006)
- Národní medaile za vědu od bývalého prezidenta Spojených států George W. Bushe (2006)
- Návštěva Leonarda Brockingtona na Queen's University v roce 2008
- Prezident Amerického institutu biologických věd (2008)
- Stockholmská cena za vodu (2010)
- Předsedkyně výboru Národní akademie věd pro ženy ve vědě, inženýrství a medicíně (2016)
- Mezinárodní cena prince sultána bin Abdulazize za vodu a Cena za kreativitu (201)
- Mahathirova vědecká cena (2016)
- Členka akademií věd Švédska, Kanady, Bangladéše, Indie a Spojených států
- Americká akademie umění a věd
- Americká filozofická společnost
- Královská společnost Kanady
- Marylandská ženská síň slávy (1991)
- Udělena zlatá a stříbrná hvězda Řádu vycházejícího slunce japonským císařem
- Uvedení do Národní ženské síně slávy (2005)
- Udělena cena Vannevara Bushe (2017)
- Udělena cena Lee Kuan Yew Water Prize (2018)
- Cena Foremother od Národního centra pro výzkum zdraví (2018)
- Medaile Williama Bowieho od Americké geofyzikální unie (2020)

## Osobní život
Rita potkala svého manžela Jacka Colwella (1931–2018), když byl postgraduálním studentem fyzikální chemie na Purdueově univerzitě. Její muž pak pracoval jako vědecký pracovník na National Bureau of Standards. Mají spolu dvě dcery a tři vnoučata.